# Giovanni Perricelli
Giovanni Perricelli (ur. 25 sierpnia 1967 w Mediolanie) – włoski lekkoatleta chodziarz, medalista mistrzostw świata.
Startował w chodzie na 10 000 metrów na mistrzostwach Europy juniorów w 1985 w Cottbus, ale został zdyskwalifikowany. Na Letnich Igrzyskach Olimpijskich 1988 w Seulu zajął 11. miejsce w chodzie na 50 kilometrów. Nie ukończył tej konkurencji w Pucharze Świata w chodzie sportowym w 1989 w L’Hospitalet.
Zajął 7. miejsce w chodzie na 50 km na mistrzostwach Europy w 1990 w Splicie. Zajął 5. miejsce na tym dystansie w Pucharze Świata w 1991 w San Jose. Nie ukończył tej konkurencji na mistrzostwach świata w 1991 w Tokio. Na Letnich Igrzyskach Olimpijskich 1992 w Barcelonie Perricelli nie ukończył chodu na 50 km. Zajął 10. miejsce w chodzie na 20 kilometrów w Pucharze Świata w 1993 w Monterrey. Zajął 13. miejsce w chodzie na 50 kilometrów na mistrzostwach świata w 1993 w Stuttgarcie.
Na mistrzostwach Europy w 1994 w Helsinkach Perricelli zdobył brązowy medal w chodzie na 50 kilometrów, a w chodzie na 20 kilometrów zajął 6. miejsce. Wywalczył srebrny medal w chodzie na 20 km na Letniej Uniwersjadzie 1995 w Fukuoce. Zajął 23. miejsce na tym dystansie podczas Pucharu Świata w 1995 w Pekinie.
Na mistrzostwach świata w 1995 w Göteborgu zdobył srebrny medal w chodzie na 50 km, za Valentinem Kononenem z Finlandii, a przed Robertem Korzeniowskim. Zajął 13. miejsce w chodzie na 20 km i 16. miejsce w chodzie na 20 km na Letnich Igrzyskach Olimpijskich 1996 w Atlancie. Nie ukończył chodu na 50 km w Pucharze Świata w 1997 w Podiebradach. Był 14. na tym dystansie na mistrzostwach świata w 1997 w Atenach. Zajął 3. miejsce w chodzie na 50 km w Pucharze Europy w chodzie w 1998 w Dudincach. Nie ukończył chodu na 50 km na mistrzostwach Europy w 1998 w Budapeszcie. Podczas Pucharu Świata w 1999 w Mézidon-Canon zajął 34. miejsce w tej konkurencji. Nie ukończył chodu na 50 km na mistrzostwach świata w 1999 w Sewilli ani na igrzyskach olimpijskich w 2000 w Sydney.
Perricelli był mistrzem Włoch w chodzie na 50 kilometrów w 1987, 1989, 1991, 1992 i 1997.
Rekordy życiowe Perricelego:
| Konkurencja                   | Data i miejsce                   | Wynik    |
| ----------------------------- | -------------------------------- | -------- |
| chód na 5000 metrów (stadion) | 9 września 1992, Bolonia         | 19:11,89 |
| chód na 5000 metrów (hala)    | 24 lutego 1996, Turyn            | 19:04,50 |
| chód na 10 000 metrów         | 4 czerwca 1994, Formia           | 39:33,12 |
| chód na 10 kilometrów         | 16 maja 1999, Sesto San Giovanni | 40:19    |
| chód na 20 kilometrów         | 29 czerwca 1991, Örnsköldsvik    | 1:21:37  |
| chód na 30 kilometrów         | 1 maja 1992, Sesto San Giovanni  | 2:06:01  |
| chód na 50 kilometrów         | 13 sierpnia 1994, Helsinki       | 3:43:55  |